# Dehgolan
Dehgolan (em persa: دهگلان, em curdo:  دێولان, também romanizado como Dehgolān; Dewlan e Deolan) é a capital do Condado de Dehgolan, Província do Curdistão, no Irã. No censo de 2017, sua população era de 45.386 habitantes, em 9.920 famílias. A cidade é habitada por curdos, grupo étnico iraniano.